# Regina Heyder
Regina Heyder (* 1966 in Heidenheim) ist eine deutsche katholische Theologin und Kirchenhistorikerin.

## Leben und Wirken
Nach dem Studium der Katholischen Theologie in Eichstätt, Rom und Tübingen (1986–1992) war sie von 1992 bis 1996 Referentin bei der  Europäischen Gesellschaft für Katholische Theologie e.V. Von 1997 bis 2000 wirkte sie als Bildungsreferentin des Katholischen Deutschen Frauenbundes für die Diözesanverbände Mainz und Limburg. Nach einer Familienphase (2001–2006) wurde sie 2009 mit der Arbeit „Auctoritas scripturae – Schriftauslegung und Theologieverständnis Peter Abaelards unter besonderer Berücksichtigung der Expositio in Hexaemeron“ zum Dr. theol. promoviert. Doktorvater war Peter Hünermann. Die Arbeit wurde ausgezeichnet mit dem Promotionspreis der Katholisch-Theologischen Fakultät der Eberhard-Karls-Universität Tübingen 2009 und hat in der Fachwelt hohe Anerkennung gefunden. Von 2007 bis 2015 war sie Wissenschaftliche Mitarbeiterin am Lehrstuhl für Mittlere und Neuere Kirchengeschichte der Universität Bonn (Lehrstuhlinhaberin Gisela Muschiol). Nach Lehraufträgen an den Universitäten Frankfurt, Bonn, Köln, Dresden und der KH Mainz ist sie seit 2016 Dozentin am Theologisch-Pastoralen Institut für berufsbegleitende Bildung der Diözesen Fulda, Limburg, Mainz und Trier.
Ihre Forschungsschwerpunkte liegen bei der Theologiegeschichte des 12. Jahrhunderts, der Exegese-Geschichte, insbesondere des 9. und 12. Jahrhunderts, dem Zweiten Vatikanischen Konzil und seiner Rezeption, der Historischen Frauen- und Geschlechterforschung, dem Gebiet Katholikinnen und Frauenbewegungen, dem Thema Kirchengebäude als Erinnerungsorte sowie der Geschichte der Ökumene. Ausgehend von autobiografischen Texten untersucht sie die systemischen Ursachen und theologischen Legitimationen des spirituellen und sexuellen Missbrauchs an erwachsenen Frauen im Christentum.
Heyder ist seit 2014 Vorsitzende der Theologischen Kommission des Katholischen Deutschen Frauenbundes e.V., Köln. Von 2018 bis 2020 war sie Vorsitzende des Vereins „Biblische Botschaft Marc Chagall e.V.“ in Mainz. Seit 2018 ist sie Mitglied im Arbeitskreis „Theologie, Pastoral und Ökumene“, des Zentralkomitees der Deutschen Katholiken, Sachbereich 1, und seit 2021 auch Mitglied des Zentralkomitees. Sie war Jury-Mitglied für die Summer School „Werkstatt Wittenberg“: Studentische Entwürfe (Wüstenrot Stiftung, Institut für Kirchenbau und kirchliche Kunst der Gegenwart, TU Kaiserslautern, TU Dresden) (2017), beim Künstlerwettbewerb für die Neugestaltung des Innenraums der Frauenfriedenskirche (2016/2017) und beim Wettbewerb „Kirchengebäude und ihre Zukunft“. Gestaltungspreis der Wüstenrot Stiftung (2015). Sie ist Mitglied der Görres-Gesellschaft, von  AGENDA – Forum katholischer Theologinnen und der Internationalen Gesellschaft für Theologische Mediävistik.
Für das Werk Erzählen als Widerstand. Berichte über spirituellen und sexuellen Missbrauch an erwachsenen Frauen in der katholischen Kirche erhält Heyder zusammen mit Barbara Haslbeck, Ute Leimgruber und Dorothee Sandherr-Klemp den Marga Bührig Preis 2021.

## Schriften (Auswahl)
- Auctoritas  scripturae.  Schriftauslegung  und  Theologieverständnis  Peter  Abaelards  unter  besonderer Berücksichtigung der ‚Expositio in Hexaemeron’. Aschendorff, Münster 2010, ISBN 978-3-402-10283-1
- (mit Margit Eckholt) (Hrsg.): In  der  Freiheit  des  Geistes  leben.  Peter  Hünermann  im  Gespräch. Schwabenverlag, Ostfildern 2010, ISBN 978-3-7867-2843-6
- (mit Barbara Nichtweiß)  (Hrsg.): Willigis von Mainz. Umfeld – Wirkung – Deutung. Beiträge zum Willigis-Jubiläum in St. Stephan. Echter, Würzburg 2014, ISBN 978-3-429-03795-6
- (mit Maria  Flachsbarth und Ute  Leimgruber)  (Hrsg.):  Ökumene,  die  das  Leben  schreibt.  Konfessionelle Identität und ökumenisches Engagement in Zeitzeuginnenberichten. Aschendorff, Münster 2017, ISBN 978-3-402-13277-7
- (mit Gisela Muschiol) (Hrsg.): Katholikinnen und das Zweite Vatikanische Konzil. Petitionen,  Berichte, Fotografien. Aschendorff, Münster 2018, ISBN 978-3-402-13138-1
- (mit Barbara Haslbeck, Ute Leimgruber, Dorothee Sandherr-Klemp) (Hrsg.): Erzählen als Widerstand. Berichte über spirituellen und sexuellen Missbrauch an erwachsenen Frauen in der katholischen Kirche. Aschendorff, Münster 2020, ISBN 978-3-402-24742-6
- Pope Francis and Women: The Ambivalences of a Pontificate. In: Journal of Modern and Contemporary Christianity 4,1 (2025), S. 6–34.